# Bruce Wilkinson
Bruce Wilkinson (ur. 1940 w New Jersey) – jest nauczycielem i autorem chrześcijańskim, ukończył Northeastern Bible College, w Dallas Theological Seminary i Western Conservative Baptist Seminary. Bruce Wilkinson jest założycielem i do 2002 roku był prezesem Walk Thru the Biblie, międzynarodowej organizacji zajmującej się głównie szkoleniem nauczycieli biblijnych. W 2003 roku wyjechał do Południowej Afryki, gdzie założył organizację Dream for Africa, której celem jest walka z ubóstwem i głodem, pomoc sierotom i ofiarom AIDS.
Napisał wiele książek, które sprzedano w liczbie ponad 20 milionów egzemplarzy. Na liście jego bestsellerów są takie tytuły, jak The Prayer of Jabez (przetłumaczona na język polski), Secrets of the Vine, A Life God Rewards, The Dream Giver.
Książka The Prayer of Jabez (Modlitwa Jabesa) została nazwana przez „Publishers Weekly” – „najszybciej sprzedającą się pozycją wszech czasów”. Przez 35 tygodni figurowała na pierwszym miejscu listy bestsellerów tygodnika New York Times. Przetłumaczona została na 21 języków. 
Bruce Wilkinson wraz z żoną Darlene mają troje dzieci i sześcioro wnucząt. Mieszkają w Atlancie, w stanie Georgia, dużo czasu spędzają w południowej Afryce, angażując się w pracę misyjną.